# Stadion Topolica
Stadion Topolica – wielofunkcyjny stadion w mieście Bar, w Czarnogórze. Może pomieścić 5000 widzów. Swoje spotkania rozgrywają na nim drużyny FK Mornar Bar oraz OFK Bar.
W 2012 był areną zimowego pucharu Europy w rzutach lekkoatletycznych.